# Championnats du monde de Log Lift
 (septembre 2024).
La mise en forme du texte ne suit pas les recommandations de Wikipédia : il faut le « wikifier ».
Les points d'amélioration suivants sont les cas les plus fréquents. Le détail des points à revoir est peut-être précisé sur la page de discussion.
- Les titres sont pré-formatés par le logiciel. Ils ne sont ni en capitales, ni en gras.
- Le texte ne doit pas être écrit en capitales (les noms de famille non plus), ni en gras, ni en italique, ni en « petit »…
- Le gras n'est utilisé que pour surligner le titre de l'article dans l'introduction, une seule fois.
- L'italique est rarement utilisé : mots en langue étrangère, titres d'œuvres, noms de bateaux, etc.
- Les citations ne sont pas en italique mais en corps de texte normal. Elles sont entourées par des guillemets français : « et ».
- Les listes à puces sont à éviter, des paragraphes rédigés étant largement préférés. Les tableaux sont à réserver à la présentation de données structurées (résultats, etc.).
- Les appels de note de bas de page (petits chiffres en exposant, introduits par l'outil «  Source ») sont à placer entre la fin de phrase et le point final[comme ça].
- Les liens internes (vers d'autres articles de Wikipédia) sont à choisir avec parcimonie. Créez des liens vers des articles approfondissant le sujet. Les termes génériques sans rapport avec le sujet sont à éviter, ainsi que les répétitions de liens vers un même terme.
- Les liens externes sont à placer uniquement dans une section « Liens externes », à la fin de l'article. Ces liens sont à choisir avec parcimonie suivant les règles définies. Si un lien sert de source à l'article, son insertion dans le texte est à faire par les notes de bas de page.
- La présentation des références doit suivre les conventions bibliographiques. Il est recommandé d'utiliser les modèles {{Ouvrage}}, {{Chapitre}}, {{Article}}, {{Lien web}} et/ou {{Bibliographie}}. Le mode d'édition visuel peut mettre en forme automatiquement les références.
- Insérer une infobox (cadre d'informations à droite) n'est pas obligatoire pour parachever la mise en page.

Pour une aide détaillée, merci de consulter Aide:Wikification.
Si vous pensez que ces points ont été résolus, vous pouvez retirer ce bandeau et améliorer la mise en forme d'un autre article.
 (septembre 2024).
Le contenu est difficilement compréhensible vu les erreurs de traduction, qui sont peut-être dues à l'utilisation d'un logiciel de traduction automatique.
 (septembre 2024).
Les Championnats du monde de Log Lift (parfois appelés World Log Lift Challenge) sont une compétition annuelle à laquelle participent des athlètes de force du monde entier, concourant exclusivement au Clean and press (en). Créé initialement dans le cadre de la Strongman Champions League (en), il fait depuis partie de Giants Live (en) et le championnat a été présent dans les deux séries, Giants Live organisant une version du championnat et la World Log Lift Federation reprenant la variante du championnat de la Strongman Champions League.

## Histoire
Lors de sa première année en 2008, la Strongman Champions League a introduit les championnats du monde de Log Lift. L'événement était cependant un élément incontournable des compétitions d'hommes forts depuis le début des années 1980. À commencer par le concours de l'homme le plus fort du monde de 1980 (en), où Bill Kazmaier a soulevé 157 kg (346 lb) pour remporter l'épreuve et établir un record du monde. Kazmaier a ensuite augmenté le record à 163 kg (359 lb) en 1981, l'homme le plus fort du monde et 170 kg (375 lb) en 1988, l'homme le plus fort du monde. Puis Jamie Reeves (en) a réussi 177 kg (390 lb) aux championnats Kraftur de 1989 suivis de 180 kg (397 lb) au World Mighty Man de 1992 à Johannesburg.
Lors des Strongman Super Series (en) de 2002 en Suède, Svend Karlsen (en) a porté le record à 185 kg (408 lb) et lors de la Strongman Super Series de 2003 au Canada, Hugo Girard l'a porté à 186 kg (410 lb) . Au Grand Prix IFSA d'Ukraine 2004, Žydrūnas Savickas a établi un nouveau record avec 188 kg (414 lb) et Raimunds Bergmanis l'a porté à 190 kg (419 lb) au Strongman Super Series 2004 à Moscou.
Savickas a commencé son long règne sur le record du monde du soulevé de bois à partir de 2005, le portant à 200 kg (441 lb) au Grand Prix IFSA de Hongrie 2005, puis à 202,5 kg (446 lb) aux Championnats d'Europe IFSA 2005 à Riga . Au Grand Prix IFSA de Russie 2006, Savickas l'a porté à 205 kg (452 lb) . En 2008, Savickas a battu le record avec 207,5 kg (457 lb) à SCL Holland en 2008 et en 2009 avec 212,5 kg (468 lb) aux Championnats du monde de levage de grumes. En 2012, Savickas, l'homme le plus fort d'Europe (en), a renouvelé le record à 216 kg (476 lb) puis jusqu'à 217,5 kg (480 lb) au SCL Holland 2012.
En 2012, Savickas, l'homme le plus fort du monde (en), a porté le record du monde à 220 kg (485 lb) ce qui en fait son dixième record du monde consécutif de levage de rondins. En 2013, Savickas a soulevé 221 kg (487 lb) lors du concours de l'homme le plus fort d'Europe pour un autre record du monde, suivi de 222,5 kg (491 lb) aux Championnats du monde de levage de rondins SCL 2013. En 2014, Arnold Brazil Savickas a porté le record à 223 kg (492 lb) . 8 jours plus tard, au Giants Live Poland 2014, Savickas a battu le record du monde à 227 kg (500 lb) et son record du monde final était 228 kg (503 lb), établi en 2015 par Arnold Brazil, marquant ainsi sa seizième fois à battre le record du monde.
Lors de la finale du circuit mondial Giants Live 2021, Cheick « Iron Biby » Sanou a battu le dernier record du monde de Savickas avec 229 kg (505 lb), puis aux Championnats du monde de levage de grumes 2023 à Glasgow avec 230 kg (507 lb) et à nouveau aux Championnats du monde de levage de grumes 2024 à Birmingham, portant le record du monde de levage de grumes à 231 kg (509 lb) où il se trouve aujourd'hui.

### Variations

#### Bûche géante WSM
Lors du World's Strongest Man de 2010, les organisateurs ont proposé une course plus longue et plus difficile où Savickas a établi un nouveau record du monde avec 210 kg (463 lb).

#### Bûche géante SCL
Lors de la SCL FIBO 2014, la Strongman Champions League a introduit une bûche plus épaisse que toutes celles utilisées auparavant. Savickas a porté le record à 205 kg (452 lb) avec ce nouveau rondin géant jusqu'à ce qu'il soit brisé par Krzysztof Radzikowski (en) avec 206 kg (454 lb) au SCL FIBO 2015, puis par Graham Hicks (en) avec 207 kg (456 lb) au SCL FIBO 2017.
Remarque : Au cours du règne de 16 records du monde de levage de bûches de Savickas, les six premiers étaient avec la bûche standard, le septième avec la bûche géante WSM, les huitième à douzième avec la bûche standard, le treizième avec la bûche géante SCL et les quatorzième à seizième avec le journal standard.

## Champions
| Year      | Champion                                                    | Runner-Up                                         | Third Place                                                | Host location        |
| --------- | ----------------------------------------------------------- | ------------------------------------------------- | ---------------------------------------------------------- | -------------------- |
| 2008      | Žydrūnas Savickas                                           | Mikhail Koklyaev Oleksandr Lashyn Sebastian Wenta |                                                            | Vilnius, Lithuania   |
| 2009      | Žydrūnas Savickas                                           | Krzysztof Radzikowski                             | Vidas Blekaitis                                            | Kaunas, Lithuania    |
| 2011      | Žydrūnas Savickas                                           | Vidas Blekaitis                                   | Vytautas Lalas Patrick Baboumian Ervin Katona              | Vilnius, Lithuania   |
| 2012      | Žydrūnas Savickas                                           | Krzysztof Radzikowski                             | Vytautas Lalas Vidas Blekaitis Mikhail Koklyaev            | Vilnius, Lithuania   |
| 2013      | Žydrūnas Savickas                                           | Vidas Blekaitis                                   | Krzysztof Radzikowski                                      | Vilnius, Lithuania   |
| 2015 GL   | Graham Hicks Eddie Hall Žydrūnas Savickas                   |                                                   |                                                            | Doncaster, England   |
| 2015 WLLF | Vidas Blekaitis                                             | Krzysztof Radzikowski                             | Dainis Zageris                                             | Vilnius, Lithuania   |
| 2016      | Rob Kearney Vidas Blekaitis                                 |                                                   | Vytautas Lalas                                             | Vilnius, Lithuania   |
| 2017      | Graham Hicks                                                | Vidas Blekaitis Vytautas Lalas                    |                                                            | Vilnius, Lithuania   |
| 2018 GL   | Cheick "Iron Biby" Sanou Eddie Hall Hafþór Júlíus Björnsson |                                                   |                                                            | Leeds, England       |
| 2018 WLLF | Žydrūnas Savickas                                           | Vidas Blekaitis                                   | Dainis Zageris                                             | Alytus, Lithuania    |
| 2019 GL   | Cheick "Iron Biby" Sanou                                    | Rob Kearney Graham Hicks Mateusz Kieliszkowski    |                                                            | Leeds, England       |
| 2019 WLLF | Rongo Keene                                                 | Vidas Blekaitis František Piros Jared Leask       |                                                            | Panevežys, Lithuania |
| 2021      | Luke Stoltman Graham Hicks                                  |                                                   | Oleksii Novikov                                            | Leeds, England       |
| 2022 GL   | Cheick "Iron Biby" Sanou Luke Stoltman                      |                                                   | Bobby Thompson                                             | Leeds, England       |
| 2022 WLLF | Didzis Zariņš                                               | Jack Osborn Dennis Kohlruss Jacob Finerty         |                                                            | Ipswich, England     |
| 2023      | Cheick "Iron Biby" Sanou                                    | Tom Stoltman                                      | Tyler Cotton Mitchell Hooper Pavlo Kordiyaka Luke Stoltman | Glasgow, Scotland    |
| 2024      | Cheick "Iron Biby" Sanou                                    | Ondřej Fojtů Mitchell Hooper                      |                                                            | Birmingham, England  |

### Plusieurs fois champions
| Champion                 | Pays         | Fois | Années                                           |
| ------------------------ | ------------ | ---- | ------------------------------------------------ |
| Žydrūnas Savickas        | Lituanie     | 7    | 2008, 2009, 2011, 2012, 2013, 2015 GL, 2018 WLLF |
| Cheick "Iron Biby" Sanou | Burkina Faso | 5    | GL 2018, GL 2019, GL 2022, 2023, 2024            |
| Graham Hicks             | Angleterre   | 3    | GL 2015, 2017, 2021                              |
| Les vies de Blekaitis    | Lituanie     | 2    | WLLF 2015, 2016                                  |
| Eddie Hall               | Angleterre   | 2    | GL 2015, GL 2018                                 |
| Luc Stoltman             | Écosse       | 2    | 2021, 2022 GL                                    |

## Les levages les plus lourds

### Dans l'histoire
| #  | Weight            | Competitor               | Event                                           | World Record? |
| -- | ----------------- | ------------------------ | ----------------------------------------------- | ------------- |
| 1  | 231 kg (509 lb)   | Cheick "Iron Biby" Sanou | 2024 World Log Lift Championships ( Angleterre) | Yes           |
| 2  | 230 kg (507 lb)   | Cheick "Iron Biby" Sanou | 2023 World Log Lift Championships ( Écosse)     | Yes           |
| 3  | 229 kg (505 lb)   | Cheick "Iron Biby" Sanou | 2021 Giants Live World Tour Finals ( Écosse)    | Yes           |
| 4  | 228 kg (503 lb)   | Žydrūnas Savickas        | 2015 Arnold Strongman Classic Brazil ( Brésil)  | Yes           |
| 5  | 227 kg (500 lb)   | Žydrūnas Savickas        | 2014 Giants Live Poland ( Pologne)              | Yes           |
| 6  | 223 kg (492 lb)   | Žydrūnas Savickas        | 2014 Arnold Strongman Classic Brazil ( Brésil)  | Yes           |
| 7  | 222,5 kg (491 lb) | Žydrūnas Savickas        | 2013 World Log Lift Championships ( Lituanie)   | Yes           |
| 8  | 221 kg (487 lb)   | Žydrūnas Savickas        | 2013 Europe's Strongest Man ( Angleterre)       | Yes           |
| 8  | 221 kg (487 lb)   | Luke Stoltman            | 2020 WUS Feats of Strength Event 16 ( Écosse)   | No            |
| 10 | 220 kg (485 lb)   | Žydrūnas Savickas        | 2012 World's Strongest Man ( États-Unis)        | Yes           |
| 10 | 220 kg (485 lb)   | Cheick "Iron Biby" Sanou | 2019 World Log Lift Championships ( Angleterre) | No            |
| 10 | 220 kg (485 lb)   | Graham Hicks             | 2020 Europe's Strongest Man ( Angleterre)       | No            |

### Aux Championnats
| # | Weight            | Competitor               | Year        | Record Set       |
| - | ----------------- | ------------------------ | ----------- | ---------------- |
| 1 | 231 kg (509 lb)   | Cheick "Iron Biby" Sanou | 2024        | World Record     |
| 2 | 230 kg (507 lb)   | Cheick "Iron Biby" Sanou | 2023        | World Record     |
| 3 | 222,5 kg (491 lb) | Žydrūnas Savickas        | 2013        | World Record     |
| 4 | 220 kg (485 lb)   | Cheick "Iron Biby" Sanou | 2019        | Burkinabé Record |
| 5 | 218 kg (481 lb)   | Luke Stoltman            | 2022        | -                |
| 5 | 218 kg (481 lb)   | Cheick "Iron Biby" Sanou | 2022        | -                |
| 7 | 215 kg (474 lb)   | Žydrūnas Savickas        | 2018 (WLLF) | -                |
| 8 | 214 kg (472 lb)   | Rob Kearney              | 2019 (GL)   | American Record  |
| 8 | 214 kg (472 lb)   | Graham Hicks             | 2019 (GL)   | English Record   |
| 8 | 214 kg (472 lb)   | Mateusz Kieliszkowski    | 2019 (GL)   | -                |

### Records continentaux
| Région                                          | Poids             | Athlète                  | Nation       | Année définie |
| ----------------------------------------------- | ----------------- | ------------------------ | ------------ | ------------- |
| Afrique                                         | 231 kg (509 lb)   | Cheick "Iron Biby" Sanou | Burkina Faso | 2024          |
| Asie-Pacifique                                  | 207,5 kg (457 lb) | Rongo Keene              | Australie    | 2019          |
| Europe                                          | 228 kg (503 lb)   | Žydrūnas Savickas        | Lituanie     | 2015          |
| Amérique du Nord, Amérique centrale et Caraïbes | 217,5 kg (480 lb) | Bobby Thompson 1         | États-Unis   | 2021          |
| Amérique du Sud                                 | 182,5 kg (402 lb) | Marcos Ferrari           | Brésil       | 2016          |

1 Cheick Sanou, qui est un citoyen canadien, a le plus lourd poids pour cette région avec 231 kg (509 lb), mais n'est pas répertorié car il s'est déclaré pour son pays le Burkina Faso .

### 2008
Zydrunas Savickas est entré aux Championnats du monde de Log Lift 2008 en tant que grand favori et avait l'intention d'établir un nouveau record avec 212,5 kg (468 lb). Les concurrents de Savickas comprenaient Mikhail Koklyaev (en), Ervin Katona (en), Sebastian Wenta (en), Oleksandr Lashyn (en), Tobias Ide (en), Agris Kazeļņiks (en), Oleksandr Pekanaov, Krzysztof Radzikowski (en) et Saulius Brusokas (en).
Lors de la compétition, qui s'est déroulée en Lituanie, chaque exercice a été jugé par trois officiels, comme en powerlifting et en haltérophilie olympique. Les arbitres étaient les fondateurs de la Strongman Champions League, Ilkka Kinnunen (fi), Marcel Mostert et l'haltérophile letton Viktors Ščerbatihs, qui avait remporté la médaille de bronze dans la catégorie 105 kg (231 lb). catégorie des super-lourds aux récents Jeux olympiques de Pékin. L'un des prétendants les plus sérieux, Oleksandr Pekanov, qui a réalisé un record personnel de 190 kg (419 lb) a raté son premier match de 180 kg (397 lb) trois fois. Cependant, un certain nombre d'autres athlètes ont battu des records personnels et deux records nationaux ont été établis. Zydrunas Savickas a raté sa tentative de record du monde de 212,5 kg (468 lb), mais a remporté les championnats avec son lift de 200 kg (441 lb).

#### Résultats
| # | Nom                   | Poids du journal |
| - | --------------------- | ---------------- |
| 1 | Žydrūnas Savickas     | 200 kg (441 lb)  |
| 2 | Mikhaïl Kokliaev      | 195 kg (430 lb)  |
| 2 | Alexandre Lashyn      | 195 kg (430 lb)  |
| 2 | Sébastien Wenta       | 195 kg (430 lb)  |
| 5 | Krzysztof Radzikowski | 180 kg (397 lb)  |
| 6 | Ervin Katona          | 180 kg (397 lb)  |
| 7 | Agris Kazeļņiks       | 170 kg (375 lb)  |
| 8 | Saulius Brusokas      | 160 kg (353 lb)  |
| 9 | Tobias Ide            | 160 kg (353 lb)  |

#### Records
| Nation   | Nom              | Poids du journal |
| -------- | ---------------- | ---------------- |
| russe    | Mikhaïl Kokliaev | 195 kg (430 lb)  |
| polonais | Sébastien Wenta  | 195 kg (430 lb)  |
| serbe    | Ervin Katona     | 180 kg (397 lb)  |

- Source des résultats[5] :

### 2009
Les championnats ont eu lieu à Kaunas, en Lituanie, le 21 novembre 2009.

#### Résultats
| # | Nom                   | Poids du journal  |
| - | --------------------- | ----------------- |
| 1 | Žydrūnas Savickas     | 212,5 kg (468 lb) |
| 2 | Krzysztof Radzikowski | 195 kg (430 lb)   |
| 3 | Les vies de Blekaitis | 190 kg (419 lb)   |
| 4 | Ervin Katona          | 180 kg (397 lb)   |
| 5 | Saulius Brusokas      | 170 kg (375 lb)   |
| 6 | Agris Kazeļņiks       | 165 kg (364 lb)   |
| 7 | Marie Leitis          | 165 kg (364 lb)   |
| 8 | Alexandre Mantserov   | 160 kg (353 lb)   |
| 9 | Dainis Zageris        | 150 kg (331 lb)   |

#### Records
| Nation             | Nom                   | Poids du journal  |
| ------------------ | --------------------- | ----------------- |
| Monde              | Žydrūnas Savickas     | 212,5 kg (468 lb) |
| lituanien          | Žydrūnas Savickas     | 212,5 kg (468 lb) |
| Polonais (égalisé) | Krzysztof Radzikowski | 195 kg (430 lb)   |

- Source des résultats[6] :

### 2010
Les championnats de Log Lift n'ont pas eu lieu en 2010 et ont été reportés à février 2011 pour lancer la saison 2011 de la SCL.

### 2011
Les Championnats du monde de remontées mécaniques 2011 ont eu lieu à la Twinsbet Arena de Vilnius, en Lituanie, le 12 février 2011 pour lancer la saison SCL 2011. Les principaux concurrents étaient le champion en titre Zydrunas Savickas, Vidas Blekaitis (en) et Vytautas Lalas qui ont terminé respectivement aux 3 premières places, Zavickas remportant son 3e titre consécutif de log lift. Il y avait 12 athlètes au total, 3 athlètes ont échoué à leur poids d'ouverture sur les 3 tentatives. L'événement a été diffusé en direct sur Eurosport.

#### Résultats
| # | Nom                   | Poids du journal  |
| - | --------------------- | ----------------- |
| 1 | Žydrūnas Savickas     | 192,5 kg (424 lb) |
| 2 | Les vies de Blekaitis | 190 kg (419 lb)   |
| 3 | Vytautas Lalas        | 185 kg (408 lb)   |
| 3 | Patrick Baboumian     | 185 kg (408 lb)   |
| 3 | Ervin Katona          | 185 kg (408 lb)   |
| 6 | Warrick Brant         | 182,5 kg (402 lb) |
| 7 | Bjørn André Solvang   | 175 kg (386 lb)   |
| 8 | Agris Kazeļņiks       | 175 kg (386 lb)   |
| 9 | Maréchal Blanc        | 170 kg (375 lb)   |

#### Records
| Nation     | Nom               | Poids du journal  |
| ---------- | ----------------- | ----------------- |
| Allemand   | Patrick Baboumian | 185 kg (408 lb)   |
| serbe      | Ervin Katona      | 185 kg (408 lb)   |
| australien | Warrick Brant     | 182,5 kg (402 lb) |

### 2012
Les Championnats du monde de remontées mécaniques 2012 ont eu lieu à la Twinsbet Arena de Vilnius, en Lituanie, le dimanche 7 octobre 2012.

#### Résultats
| #  | Nom                        | Poids du journal     |
| -- | -------------------------- | -------------------- |
| 1  | Žydrūnas Savickas          | 210 kg (463 lb)      |
| 2  | Krzysztof Radzikowski      | 207,5 kg (457 lb)    |
| 3  | Vytautas Lalas             | 200 kg (441 lb)      |
| 3  | Les vies de Blekaitis      | 200 kg (441 lb)      |
| 3  | Mikhaïl Kokliaev           | 200 kg (441 lb) (NR) |
| 6  | Johannes Årsjö             | 185 kg (408 lb)      |
| 7  | Jean-François « JF » Caron | 170 kg (375 lb)      |
| 8  | Ervin Katona               | 170 kg (375 lb)      |
| 9  | Alex Moonen                | 170 kg (375 lb)      |
| 10 | Juha Matti Jarvi           | 170 kg (375 lb)      |
| X  | Ettiene Smit               | Pas d'ascenseur      |

#### Records
| Nation | Nom              | Poids du journal |
| ------ | ---------------- | ---------------- |
| russe  | Mikhaïl Kokliaev | 200 kg (441 lb)  |

### 2013
Les Championnats du monde de levage de grumes 2013 ont eu lieu à la Twinsbet Arena de Vilnius, en Lituanie, le samedi 19 octobre 2013. Savickas a établi un nouveau record du monde avec un lift de 222,5 kg (491 lb).

#### Résultats
| # | Nom                   | Poids du journal  |
| - | --------------------- | ----------------- |
| 1 | Žydrūnas Savickas     | 222,5 kg (491 lb) |
| 2 | Les vies de Blekaitis | 205 kg (452 lb)   |
| 3 | Krzysztof Radzikowski | 200 kg (441 lb)   |
| 4 | Dainis Zageris        | 185 kg (408 lb)   |
| 5 | Matt Wanat            | 180 kg (397 lb)   |

#### Records
| Nation    | Nom               | Poids du journal  |
| --------- | ----------------- | ----------------- |
| Monde     | Žydrūnas Savickas | 222,5 kg (491 lb) |
| lituanien | Žydrūnas Savickas | 222,5 kg (491 lb) |

### 2015
Les Championnats du monde de levage de rondins 2015 ont eu lieu au stade Keepmoat à Doncaster, en Angleterre, le 14 février 2015. Savickas a tenté d'établir un nouveau record du monde avec un lift de 228 kg (503 lb) mais a échoué de peu.

#### Résultats
| #  | Name                  | Log Weight      |
| -- | --------------------- | --------------- |
| 1  | Graham Hicks          | 211 kg (465 lb) |
| 1  | Eddie Hall            | 211 kg (465 lb) |
| 1  | Žydrūnas Savickas     | 211 kg (465 lb) |
| 4  | Dimitar Savatinov     | 200 kg (441 lb) |
| 5  | Krzysztof Radzikowski | 180 kg (397 lb) |
| 6  | Rob Frampton          | 180 kg (397 lb) |
| 7  | Benedikt Magnússon    | 180 kg (397 lb) |
| 8  | Robert Oberst         | 180 kg (397 lb) |
| 9  | Michael Blumstein     | 160 kg (353 lb) |
| 10 | Brian Irwin           | 160 kg (353 lb) |
| 11 | Nick Best             | 160 kg (353 lb) |
| 12 | Luke Stoltman         | 160 kg (353 lb) |
| X  | Adam Bishop           | Non soulever    |

#### Records
| Nation  | Nom          | Poids du journal |
| ------- | ------------ | ---------------- |
| Anglais | Graham Hicks | 211 kg (465 lb)  |
| Anglais | Eddie Hall   | 211 kg (465 lb)  |

### 2016
Les Championnats du monde de levage de grumes 2016 ont eu lieu lors de l'événement SCL Lithuania à Vilnius.

#### Résultats
| #  | Name                | Log Weight        |
| -- | ------------------- | ----------------- |
| 1  | Rob Kearney         | 202,5 kg (446 lb) |
| 1  | Vidas Blekaitis     | 202,5 kg (446 lb) |
| 3  | Vytautas Lalas      | 200 kg (441 lb)   |
| 4  | Dimitar Savatinov   | 195 kg (430 lb)   |
| 5  | Graham Hicks        | 190 kg (419 lb)   |
| 6  | Dainis Zageris      | 190 kg (419 lb)   |
| 7  | Gregorz Szymanski   | 190 kg (419 lb)   |
| 8  | Bjørn Andrè Solvang | 185 kg (408 lb)   |
| 9  | Marcos Ferrari      | 182,5 kg (402 lb) |
| 10 | Matjaz Belsak       | 180 kg (397 lb)   |
| 11 | Saulius Brusokas    | 175 kg (386 lb)   |
| 12 | Patrick Baboumian   | 170 kg (375 lb)   |

#### Records
| Nation    | Nom            | Poids du journal  |
| --------- | -------------- | ----------------- |
| brésilien | Marcos Ferrari | 182,5 kg (402 lb) |

### 2017
Les Championnats du monde de levage de grumes 2017 ont eu lieu lors de l'événement SCL Lituanie à Vilnius.

#### Résultats
| #  | Name              | Log Weight        |
| -- | ----------------- | ----------------- |
| 1  | Graham Hicks      | 192,5 kg (424 lb) |
| 2  | Vidas Blekaitis   | 180 kg (397 lb)   |
| 2  | Vytautas Lalas    | 180 kg (397 lb)   |
| 4  | Alex Moonen       | 170 kg (375 lb)   |
| 5  | Dennis Kohlruss   | 170 kg (375 lb)   |
| 6  | Jiří Vytiska      | 170 kg (375 lb)   |
| 7  | Marcin Sendwicki  | 170 kg (375 lb)   |
| 8  | Martynas Brusokas | 167 kg (368 lb)   |
| 9  | Jared Leask       | 165 kg (364 lb)   |
| 10 | Ivan Makarov      | 160 kg (353 lb)   |
| 11 | Oskars Martuzāns  | 160 kg (353 lb)   |
| 12 | Will Baggott      | 160 kg (353 lb)   |

### 2018
Les Championnats du monde de levage de rondins 2018 se sont déroulés à la First Direct Arena de Leeds, en Angleterre, en tant qu'événement d'ouverture de l'homme le plus fort d'Europe . Deux hommes forts ont tenté d'établir un nouveau record du monde avec un levage de 230 kg (507 lb) mais les deux ont échoué.
| #  | Name                     | Log Weight      |
| -- | ------------------------ | --------------- |
| 1  | Cheick "Iron Biby" Sanou | 213 kg (470 lb) |
| 1  | Eddie Hall               | 213 kg (470 lb) |
| 1  | Hafþór Júlíus Björnsson  | 213 kg (470 lb) |
| 4  | Rob Kearney              | 200 kg (441 lb) |
| 5  | Graham Hicks             | 200 kg (441 lb) |
| 6  | Konstantine Janashia     | 200 kg (441 lb) |
| 7  | Krzysztof Radzikowski    | 200 kg (441 lb) |
| 8  | Žydrūnas Savickas        | 200 kg (441 lb) |
| 9  | Matjaz Belsak            | 190 kg (419 lb) |
| 10 | Robert Oberst            | 190 kg (419 lb) |
| 11 | Mateusz Kieliszkowski    | 175 kg (386 lb) |
| 12 | Vytautas Lalas           | 175 kg (386 lb) |
| X  | Terry Hollands           | Non soulever    |
| X  | Mark Felix               | Non soulever    |

#### Records
| Nation    | Nom                      | Poids du journal |
| --------- | ------------------------ | ---------------- |
| Burkinabé | Cheick "Iron Biby" Sanou | 213 kg (470 lb)  |
| Anglais   | Eddie Hall               | 213 kg (470 lb)  |
| islandais | Hafþór Júlíus Björnsson  | 213 kg (470 lb)  |
| géorgien  | Constantin Janashia      | 200 kg (441 lb)  |

### 2019
En 2019, il y a eu deux championnats du monde de levage de rondins, dont le premier s'est tenu à la First Direct Arena de Leeds, en Angleterre, encore une fois, en tant qu'événement d'ouverture de l'homme le plus fort d'Europe . Cheick "Iron Biby" Sanou a tenté d'établir un nouveau record du monde avec un levage de 229 kg (505 lb) mais a échoué de peu. Le deuxième championnat a été organisé par la Fédération mondiale des monte-charges en Lituanie

#### Résultats (Giants en direct)
| #  | Name                     | Log Weight      |
| -- | ------------------------ | --------------- |
| 1  | Cheick "Iron Biby" Sanou | 220 kg (485 lb) |
| 2  | Rob Kearney              | 214 kg (472 lb) |
| 2  | Graham Hicks             | 214 kg (472 lb) |
| 2  | Mateusz Kieliszkowski    | 214 kg (472 lb) |
| 5  | Larry "Wheels" Williams  | 203 kg (448 lb) |
| 6  | Konstantine Janashia     | 203 kg (448 lb) |
| 7  | Hafþór Júlíus Björnsson  | 203 kg (448 lb) |
| 8  | Mikhail Shivlyakov       | 190 kg (419 lb) |
| 9  | Tom Stoltman             | 190 kg (419 lb) |
| 10 | Luke Stoltman            | 190 kg (419 lb) |
| 11 | Laurence Shahlaei        | 175 kg (386 lb) |
| X  | Adam Bishop              | Non soulever    |
| X  | Mark Felix               | Non soulever    |

#### Disques (Giants Live)
| Nation    | Nom                      | Poids du journal |
| --------- | ------------------------ | ---------------- |
| Burkinabé | Cheick "Iron Biby" Sanou | 220 kg (485 lb)  |
| Anglais   | Graham Hicks             | 214 kg (472 lb)  |
| Américain | Rob Kearney              | 214 kg (472 lb)  |
| géorgien  | Constantin Janashia      | 203 kg (448 lb)  |

#### Résultats (Fédération mondiale de Log Lift)
| # | Nom                   | Poids du journal  |
| - | --------------------- | ----------------- |
| 1 | Rongo Keene           | 207,5 kg (457 lb) |
| 2 | Les vies de Blekaitis | 200 kg (441 lb)   |
| 2 | František Piros       | 200 kg (441 lb)   |
| 2 | Jared Leask           | 200 kg (441 lb)   |
| 5 | Joachim Gustafsson    | 192,5 kg (424 lb) |
| 6 | Robert Cyrwus         | 190 kg (419 lb)   |
| 7 | Didzis Zariņš         | 190 kg (419 lb)   |
| 8 | Oleg Pylypiak         | 185 kg (408 lb)   |
| 9 | Jiří Vytiska          | 180 kg (397 lb)   |

#### Records (Fédération mondiale de Log Lift)
| Nation         | Nom             | Poids du journal  |
| -------------- | --------------- | ----------------- |
| australien     | Rongo Keene     | 207,5 kg (457 lb) |
| slovaque       | František Piros | 200 kg (441 lb)   |
| Sud-africain   | Jared Leask     | 200 kg (441 lb)   |
| Mondial Junior | Oleg Pylypiak   | 185 kg (408 lb)   |

### 2021
Les Championnats du monde de levage de rondins 2021 ont eu lieu à la First Direct Arena de Leeds, en Angleterre, en tant qu'événement d'ouverture de l'homme le plus fort d'Europe.

#### Résultats
| # | Nom             | Poids du journal |
| - | --------------- | ---------------- |
| 1 | Luc Stoltman    | 195 kg (430 lb)  |
| 1 | Graham Hicks    | 195 kg (430 lb)  |
| 3 | Oleksii Novikov | 180 kg (397 lb)  |
| X | Marius Lalas    | Pas d'ascenseur  |
| X | Rauno Heinla    | Pas d'ascenseur  |
| X | Père O'Dwyder   | Pas d'ascenseur  |
| X | Adam Bishop     | Pas d'ascenseur  |
| X | Ervin Toots     | Pas d'ascenseur  |
| X | Johnny Hansson  | Pas d'ascenseur  |
| X | Gavin Bilton    | Pas d'ascenseur  |

### 2022
Les Championnats du monde de levage de rondins 2022 ont eu lieu à la First Direct Arena de Leeds, en Angleterre, en tant qu'événement d'ouverture de l'homme le plus fort d'Europe .

#### Résultats
| #  | Name                     | Log Weight      |
| -- | ------------------------ | --------------- |
| 1  | Cheick "Iron Biby" Sanou | 218 kg (481 lb) |
| 1  | Luke Stoltman            | 218 kg (481 lb) |
| 3  | Bobby Thompson           | 200 kg (441 lb) |
| 4  | Pavlo Kordiyaka          | 185 kg (408 lb) |
| 5  | Oleksii Novikov          | 185 kg (408 lb) |
| 6  | Eyþór Ingólfsson Melsteð | 185 kg (408 lb) |
| 7  | Marius Lalas             | 170 kg (375 lb) |
| 8  | Shane Flowers            | 170 kg (375 lb) |
| 9  | Konstantine Janashia     | 170 kg (375 lb) |
| 10 | Gavin Bilton             | 170 kg (375 lb) |
| X  | Rauno Heinla             | Non soulever    |
| X  | Pa O'Dwyer               | Non soulever    |
| X  | Aivars Šmaukstelis       | Non soulever    |
| X  | Kelvin de Ruiter         | Non soulever    |

### 2023
Les Championnats du monde de Log Lift 2023 ont eu lieu à l' OVO Hydro à Glasgow, en Écosse, en tant qu'événement d'ouverture des finales du Giants Live World Tour.

#### Résultats
| #  | Name                     | Log Weight      |
| -- | ------------------------ | --------------- |
| 1  | Cheick "Iron Biby" Sanou | 230 kg (507 lb) |
| 2  | Tom Stoltman             | 210 kg (463 lb) |
| 3  | Pavlo Kordiyaka          | 200 kg (441 lb) |
| 3  | Tyler Cotton             | 200 kg (441 lb) |
| 3  | Mitchell Hooper          | 200 kg (441 lb) |
| 3  | Luke Stoltman            | 200 kg (441 lb) |
| 7  | Ondřej Fojtů             | 186 kg (410 lb) |
| 8  | Mathew Ragg              | 186 kg (410 lb) |
| 9  | Evans Aryee              | 170 kg (375 lb) |
| 10 | Gavin Bilton             | 170 kg (375 lb) |
| 11 | Eddie Williams           | 170 kg (375 lb) |
| X  | Conor Curran             | Non soulever    |
| X  | Pa O'Dwyer               | Non soulever    |

#### Records
| Nation    | Nom                      | Poids du journal |
| --------- | ------------------------ | ---------------- |
| Monde     | Cheick "Iron Biby" Sanou | 230 kg (507 lb)  |
| Burkinabé | Cheick "Iron Biby" Sanou | 230 kg (507 lb)  |

### 2024
Les Championnats du monde de Log Lift 2024 ont eu lieu à l' Utilita Arena de Birmingham, en tant qu'événement d'ouverture du Giants Live World Open.

#### Résultats
| # | Name                     | Log Weight      |
| - | ------------------------ | --------------- |
| 1 | Cheick "Iron Biby" Sanou | 231 kg (509 lb) |
| 2 | Ondřej Fojtů             | 210 kg (463 lb) |
| 2 | Mitchell Hooper          | 210 kg (463 lb) |
| 4 | Maxime Boudreault        | 185 kg (408 lb) |
| 4 | Thomas Evans             | 185 kg (408 lb) |
| 4 | Nathan Goltry            | 185 kg (408 lb) |
| 4 | Oleksii Novikov          | 185 kg (408 lb) |
| 4 | Luke Richardson          | 185 kg (408 lb) |
| 9 | Gavin Bilton             | 170 kg (375 lb) |
| 9 | Kevin Faires             | 170 kg (375 lb) |
| 9 | Evan Singleton           | 170 kg (375 lb) |
| X | Paddy Haynes             | Non soulever    |
| X | Aivars Šmaukstelis       | Non soulever    |

#### Records
| Nation    | Nom                      | Poids du journal |
| --------- | ------------------------ | ---------------- |
| Monde     | Cheick "Iron Biby" Sanou | 231 kg (509 lb)  |
| Burkinabé | Cheick "Iron Biby" Sanou | 231 kg (509 lb)  |
| canadien  | Mitchell Hooper          | 210 kg (463 lb)  |
| tchèque   | Ondřej Fojtů             | 210 kg (463 lb)  |